# Plestin-les-Grèves
Plestin-les-Grèves (bretonisch Plistin) ist eine französische Gemeinde mit 3649 Einwohnern (Stand 1. Januar 2022) im Département Côtes-d’Armor in der Region Bretagne; sie gehört zum Arrondissement Lannion und zum Kanton Plestin-les-Grèves, dessen Hauptort sie ist.

## Geographie
Plestin-les-Greves ist die westlichste Gemeinde des Départements Côtes-d’Armor. Sie liegt an der Ärmelkanal-Küste, in der Baie de Lannion, rund 150 Kilometer nordwestlich von Rennes und 70 Kilometer nordöstlich von Brest. Plestin-les-Grèves liegt mit seinem nördlichen Teil auf einer Halbinsel, die im Westen von der Bucht Baie de Locquirec und im Osten von der Bucht Grève de Saint Michel umgeben ist. Jenseits der Baie de Locquirec liegt der Ort Locquirec, jenseits der Grève de Saint Michel der Ort Saint-Michel-en-Grève. Im Westen grenzt das Gemeindegebiet an das benachbarte Département Finistère.
Das Gemeindezentrum von Plestin-les-Grèves selbst liegt etwa drei Kilometer von der Küstenlinie entfernt.
Unmittelbare Nachbargemeinden im südlichen Teil sind:
- Tréduder im Osten,
- Plufur im Südosten,
- Trémel im Süden,
- Plouégat-Guérand im Westen und
- Guimaëc im Nordwesten.

An der südwestlichen Gemeindegrenze mündet der Fluss Douron in die tief eingeschnittene Bucht Baie de Locquirec, an der östlichen Gemeindegrenze verläuft der Fluss Yar, der in die Bucht Grève de Saint Michel mündet. Der mittlere Abschnitt wird von dem Bach Dour Meur entwässert.

### Verkehrsanbindung
Die Gemeinde wird lediglich von der Départementsstraße D786 erschlossen, die von Morlaix nach Lannion führt.

## Geschichte
Im Februar 2016 war Plestin-les-Grèves eine von 13 Gemeinden, die der Stufe 3 der Charta Ya d’ar brezhoneg zur Förderung der bretonischen Sprache angehörten.

### Bevölkerungsentwicklung
| Jahr      | 1968 | 1975 | 1982 | 1990 | 1999 | 2006 | 2010 |
| Einwohner | 2912 | 3018 | 3222 | 3237 | 3417 | 3569 | 3616 |

## Sehenswürdigkeiten
- Die Gemeinde verfügt über eine Mehrzahl von Bauwerken, die als Monument historique registriert sind[1], wie zum Beispiel:
  - Église Saint Efflam, Kirche aus dem 15. Jahrhundert – Monument historique[2]
- Das Tal des Flusses Douron ist als Natura-2000-Schutzgebiet unter der Nummer FR5300004 registriert.

## Gemeindepartnerschaften
Seit 1997 besteht eine offizielle Partnerschaft mit Niederschönenfeld in Bayern. Begonnen hatte die Beziehung bereits 1975 mit Jugendaustausch-Fahrten.